# Jules Jordan
Jules Jordan, pseudonimo di Ashley Gasper (Harrisburg, 25 maggio 1972), è un regista, manager ed ex attore pornografico statunitense, dirigente della società di produzione pornografica che porta il suo nome.

## Biografia
Jules Jordan entrò nell'industria del porno mentre lavorava in una libreria per soli adulti di West Philadelphia, cominciando proprio qui a girare i suoi primi film. Conscio delle limitate risorse economiche disponibili nell'East Coast a disposizione dei film per adulti, decide di spostarsi nel sud della California, precisamente nella San Fernando Valley (conosciuta come Porn Valley) è infatti in quest'area che si concentrano le risorse economiche ed umane dell'industria del porno americano, quella che gli addetti ai lavori chiamano semplicemente "The Business".
Lavora per produttori quali Odyssey Group, Elegant Angel Productions, Pleasure Productions, Rosebud Productions ma è sotto l'etichetta Evil Angel di John Stagliano che vengono pubblicati, quelli che vengono considerati i suoi film più acclamati. Nel 2006, pur continuando a lavorare per i più importanti distributori, crea la Jules Jordan Video Productions diventando così anche produttore.
Nel 2007, insieme a John Stagliano, ha ricevuto un risarcimento in un caso di pirateria per la cifra di 17,5 milioni di dollari.

## Stile
Jules Jordan è oggi uno dei più acclamati registi di film per adulti, pluripremiato e spesso imitato, avendo lavorato in una videoteca per soli adulti si rende ben presto conto di ciò che il pubblico vuole, porta così agli estremi il genere hard gonzo diventandone uno dei maggiori interpreti. Riprese molto ravvicinate, donne bellissime dalle curve mozzafiato, abiti ed accessori fetish curati nei minimi particolari, caratterizzano le sue pellicole alle quali molto spesso prende parte come attore (quando non lo fa è lui stesso a manovrare la telecamera).
Nei suoi film mette in scena performance molto estreme ma senza quel tratto di misoginia che spesso si ritrova nei film del genere gonzo. Le donne nei suoi film certamente indossano collari, catene e partecipano a sfrenate scene di sesso, ma lo fanno sempre con una certa complicità divertita come se fossero in un gioco di ruolo.
Nella sua sterminata produzione (ad oggi può annoverare più di 420 film all'attivo) è difficile citare qualche film: Flesh Hunter, Ass Worship, Feeding Frenzy e Weapons of Ass Destruction, tutti film del genere gonzo hanno dato infatti vita a fortunate serie.

## Vita privata
Ha avuto una relazione con la collega Jenna Haze. Alle elezioni presidenziali del 2006 ha offerto il suo supporto per Hilary Clinton.

## Riconoscimenti
AVN Awards
- 2004 - Best Three-Way Sex Scene - Video per Waepons of Ass Destruction 2 con Jessica Darlin e Brian Pumper[3]
- 2008 - Director of the Year - Body of Work[4]
- 2009 - Director of the Year - Ethnic Video[5]
- 2010 - Director of the Year - Ethnic Video[6]
- 2011 - Director of the Year - Ethnic Video[7]
- 2011 – Hall of Fame[8]
- 2013 - Best Director - Non Feature[9]
- 2013 – Best POV Scene per Asa Akira to the Limit con Asa Akira[10]
- 2014 – Best POV Scene per Ultimate Fuck Toy: Kennedy Leigh con Kennedy Leigh[11]
- 2016 - Best Director - Non Feature[12]
- 2016 – Best POV Sex Scene per Eye Contact con Jillian Janson e Aidra Fox[13]
- 2019 - Best Three-Way Sex Scene -B/B/G per Slut Puppies 12 con Honey Gold e Criss Strokes[14]
- 2020 - Best Director - Gonzo/Anthology Production[15]
- 2020 – Best Three-Way Sex Scene – Boy/Boy/Girl per Jules Jordan’s Three Ways con Autumn Falls e Markus Dupree[16]
- 2021 - Best Directing - Non Narrative Production[17]
- 2022 - Best Directing - Banner/Network[18]
- 2022 - Best Directing - Non Narrative Production[19]
- 2023 - Best Directing Portfolio - Non Narrative Production[20]
- 2024 - Best Directing Portfolio - Non Narrative Production[21]
- 2025 - Best Directing Portfolio - Non Narrative Production[22]
- 2013 – Best POV Scene per Emma Hix POV Anal con Emma Hix[23]

XBIZ Awards
- 2008 - Gonzo Director of the Year[24]

XRCO Award
- 2002 - Director of the Year[25]
- 2003 - Best Threeway Sex Scene per Trainer Teens 1 con Aurora Snow e Gauge[26]
- 2004 - Best Director[27]
- 2005 - Best Director[28]
- 2007 - Best Director - Non Features[29]
- 2008 - Best Director - Non Features[30]
- 2009 - Best Director - Non Features[31]
- 2009 - Hall Of Fame[32]
- 2020 - Best Director - Non Features[33]
- 2023 - Best Director - Non Features[34]

NightMoves Award
- 2006 - Best Director (Fan Choice)[35]
- 2008 - Best Director (Industry/Critic Choice)[36]
- 2009 - Best Director (Fan Choice)[37]
- 2010 - Best Director (Fan Choice)[38]
- 2015 - Best Director - Non Feature (Fan Choice)[39]
- 2017 - Best Director - Non Feature (Fan Choice)[40]
- 2019 - Best Star Showcase (Fan Choice)[41]
- 2020 - Best Non Feature Director (Fan Choice)[42]
- 2021 - Best Non Feature Director (Fan Choice)[43]

FAME Awards
- 2006 - Favorite Director[44]
- 2007 - Favorite Director[45]
- 2010 - Favorite Director[46]

## Filmografia

### Attore
- Sodomania 22 (1997)
- Live Bait 1 (1998)
- New Breed (1998)
- New York Taxi Tales 2 (1998)
- Live Bait 2 (1999)
- S.M.U.T. 15: Candy Asses (1999)
- Bottom Feeders 1 (2000)
- Bottom Feeders 2 (2000)
- Cumback Pussy 27 (2000)
- Deep Cheeks 6 (2000)
- Heavy Metal 1 (2000)
- Initiations 5 (2000)
- Live Bait 3 (2000)
- Live Bait 4 (2000)
- New Breed 2 (2000)
- New Breed 3 (2000)
- Anal Sluts And Sweethearts 4 (2001)
- Anal Sluts And Sweethearts 5 (2001)
- Ass Worship 1 (2001)
- Bottom Feeders 3 (2001)
- Deep Cheeks 7 (2001)
- Devon: The Lost Footage (2001)
- DNA 2: Deep 'n Ass (2001)
- Live Bait 5 (2001)
- Live Bait 6 (2001)
- Live Bait 7 (2001)
- Live Bait 8 (2001)
- New Breed 4 (2001)
- New Breed 5 (2001)
- New Breed 6 (2001)
- New Breed 7 (2001)
- To Completion (2001)
- To Completion Too (2001)
- Ass Worship 2 (2002)
- Ass Worship 3 (2002)
- Bottom Feeders 4 (2002)
- DNA 3: Deep 'n Ass (2002)
- Feeding Frenzy 1 (2002)
- Flesh Hunter 1 (2002)
- Flesh Hunter 2 (2002)
- Flesh Hunter 3 (2002)
- New Breed 8 (2002)
- To Completion 3 (2002)
- To Completion 4 (2002)
- Trained Teens 1 (2002)
- Trained Teens 2 (2002)
- Weapons of Ass Destruction 1 (2002)
- 10 Magnificent Blondes (2003)
- Ass Worship 4 (2003)
- Ass Worship 5 (2003)
- Feeding Frenzy 2 (2003)
- Feeding Frenzy 3 (2003)
- Flesh Hunter 4 (2003)
- Flesh Hunter 5 (2003)
- Flesh Hunter 6 (2003)
- Invasian 1 (2003)
- Perfect Specimens 1 (2003)
- Trained Teens 3 (2003)
- Weapons of Ass Destruction 2 (2003)
- Adult Video News Awards 2004 (2004)
- Ass Worship 6 (2004)
- Feeding Frenzy 4 (2004)
- Feeding Frenzy 6 (2004)
- Flesh Hunter 7 (2004)
- Gina Lynn's Dark Side (2004)
- Jenna Haze vs Krystal Steal (2004)
- Perfect Specimens 2 (2004)
- Take No Prisoners (2004)
- Weapons of Ass Destruction 3 (2004)
- Ass Worship 7 (2005)
- Ass Worship 8 (2005)
- Aurora Snow vs Gauge (2005)
- Feeding Frenzy 7 (2005)
- Flesh Hunter 8 (2005)
- Invasian 2 (2005)
- Once You Go Black 4 (2005)
- Slut Puppies 1 (2005)
- Weapons of Ass Destruction 4 (2005)
- Ass Worship 9 (2006)
- Breast Worship 1 (2006)
- Flesh Hunter 9 (2006)
- Racial Tension 1 (2006)
- Slut Puppies 2 (2006)
- Tunnel Vision 1 (2006)
- Weapons of Ass Destruction 5 (2006)
- Ass Worship 10 (2007)
- Buttworx (2007)
- East Coast Assault (2007)
- Fantasstic Whores 3 (2007)
- Feeding Frenzy 9 (2007)
- Flesh Hunter 10 (2007)
- Glory Hole (2007)
- Pump My Ass Full Of Cum 1 (2007)
- Tunnel Vision 2 (2007)
- Defend Our Porn (2008)
- Invasian 3 (2008)
- Jules Jordan's Ass Stretchers POV 1 (2008)
- Tunnel Vision 3 (2008)
- Feeding Frenzy 10 (2009)
- Oral All Stars (2009)
- Slut Puppies 3 (2009)
- Ultimate Feast 3 (2009)
- All-Star Overdose (2010)
- Beach Patrol (2010)
- Breast Worship 3 (2010)
- Dangerous Curves (2010)
- Deep Anal Drilling 1 (2010)
- Deep Anal Drilling 2 (2010)
- Gape Lessons (2010)
- Invasian 4 (2010)
- Jules Jordan's Ass Stretchers POV 2 (2010)
- Just Jenna 1 (2010)
- Slut Puppies 4 (2010)
- Anal Delights 1 (2011)
- Anal Delights 2 (2011)
- Ass Worship 12 (2011)
- Ass Worship 13 (2011)
- Beach Patrol 2 (2011)
- Deep Anal Drilling 3 (2011)
- Hot Anal Injection 1 (2011)
- Jules Jordan: The Lost Tapes 1 (2011)
- Slut Puppies 5 (2011)
- Trained Teens 4 (2011)
- Ultimate Fuck Toy: Amia Miley (2011)
- Alexis Ford Darkside (2012)
- Anal Boot Camp (2012)
- Asa Akira To the Limit (2012)
- Breast Worship 4 (2012)
- Deep Anal Drilling 4 (2012)
- Flesh Hunter 11 (2012)
- Hot Anal Injection 2 (2012)
- Insatiable Miss Saint (2012)
- Jules Jordan: The Lost Tapes 2: POV Edition (2012)
- Jules Jordan: The Lost Tapes 3 (2012)
- Neighborhood Slut Watch (2012)
- Pump My Ass Full Of Cum 3 (2012)
- Slut Puppies 6 (2012)
- Ultimate Fuck Toy: Abella Anderson (2012)
- Ultimate Fuck Toy: Riley Reid (2012)
- Ass Worship 14 (2013)
- Babyfaced Nymphettes (2013)
- Feeding Frenzy 11 (2013)
- Insatiable Miss Alexis Texas (2013)
- Jules Jordan: The Lost Tapes 4 (2013)
- Slut Puppies 7 (2013)
- Ultimate Fuck Toy: Kennedy Leigh (2013)
- Weapons of Ass Destruction 7: Gangbanged (2013)

### Regista
- Sodomania 22 (1997)
- Live Bait 1 (1998)
- New Breed (1998)
- Live Bait 2 (1999)
- Bottom Feeders 1 (2000)
- Bottom Feeders 2 (2000)
- Deep Cheeks 6 (2000)
- DNA 1: Deep 'n Ass (2000)
- Heavy Metal 1 (2000)
- Inexits (2000)
- Live Bait 3 (2000)
- Live Bait 4 (2000)
- New Breed 2 (2000)
- New Breed 3 (2000)
- Anal Sluts And Sweethearts 4 (2001)
- Anal Sluts And Sweethearts 5 (2001)
- Ass Worship 1 (2001)
- Bottom Feeders 3 (2001)
- Deep Cheeks 7 (2001)
- DNA 2: Deep 'n Ass (2001)
- Heavy Metal 2 (2001)
- Lex The Impaler 1 (2001)
- Live Bait 5 (2001)
- Live Bait 6 (2001)
- Live Bait 7 (2001)
- Live Bait 8 (2001)
- New Breed 4 (2001)
- New Breed 5 (2001)
- New Breed 6 (2001)
- New Breed 7 (2001)
- To Completion (2001)
- To Completion Too (2001)
- Ass Worship 2 (2002)
- Ass Worship 3 (2002)
- Bottom Feeders 4 (2002)
- DNA 3: Deep 'n Ass (2002)
- Feeding Frenzy 1 (2002)
- Flesh Hunter 1 (2002)
- Flesh Hunter 2 (2002)
- Flesh Hunter 3 (2002)
- Lex The Impaler 2 (2002)
- New Breed 8 (2002)
- Space Invaderz (2002)
- To Completion 3 (2002)
- To Completion 4 (2002)
- Trained Teens 1 (2002)
- Trained Teens 2 (2002)
- Weapons of Ass Destruction 1 (2002)
- Ass Worship 4 (2003)
- Ass Worship 5 (2003)
- Feeding Frenzy 2 (2003)
- Feeding Frenzy 3 (2003)
- Flesh Hunter 4 (2003)
- Flesh Hunter 5 (2003)
- Flesh Hunter 6 (2003)
- Invasian 1 (2003)
- Once You Go Black 1 (2003)
- Once You Go Black 2 (2003)
- Perfect Specimens 1 (2003)
- Trained Teens 3 (2003)
- Weapons of Ass Destruction 2 (2003)
- Ass Worship 6 (2004)
- Feeding Frenzy 4 (2004)
- Feeding Frenzy 5 (2004)
- Feeding Frenzy 6 (2004)
- Flesh Hunter 7 (2004)
- Gina Lynn's Dark Side (2004)
- Jenna Haze vs Krystal Steal (2004)
- Once You Go Black 3 (2004)
- Perfect Specimens 2 (2004)
- Take No Prisoners (2004)
- Weapons of Ass Destruction 3 (2004)
- Ass Worship 7 (2005)
- Ass Worship 8 (2005)
- Aurora Snow vs Gauge (2005)
- Feeding Frenzy 7 (2005)
- Flesh Hunter 8 (2005)
- Invasian 2 (2005)
- Once You Go Black 4 (2005)
- Slut Puppies 1 (2005)
- Weapons of Ass Destruction 4 (2005)
- Ass Worship 9 (2006)
- Black Owned 1 (2006)
- Breast Worship 1 (2006)
- Feeding Frenzy 8 (2006)
- Flesh Hunter 9 (2006)
- Jenna Haze Dark Side (2006)
- Slut Puppies 2 (2006)
- Tunnel Vision 1 (2006)
- Weapons of Ass Destruction 5 (2006)
- Ass Worship 10 (2007)
- Black Owned 2 (2007)
- Buttworx (2007)
- East Coast Assault (2007)
- Facial Demolition (2007)
- Feeding Frenzy 9 (2007)
- Flesh Hunter 10 (2007)
- Glory Hole (2007)
- Malibu MILFs (2007)
- Penthouse Divas (2007)
- Private Collection (2007)
- Pump My Ass Full Of Cum 1 (2007)
- Tunnel Vision 2 (2007)
- Black Owned 3 (2008)
- Defend Our Porn (2008)
- Invasian 3 (2008)
- Jules Jordan's Ass Stretchers POV 1 (2008)
- Lex The Impaler 3 (2008)
- Lex The Impaler 4 (2008)
- Tunnel Vision 3 (2008)
- Weapons of Ass Destruction 6 (2008)
- Ass Worship 11 (2009)
- Breast Worship 2 (2009)
- Feeding Frenzy 10 (2009)
- Mandingo Goes Deep (2009)
- Oral All Stars (2009)
- Pump My Ass Full Of Cum 2 (2009)
- Slut Puppies 3 (2009)
- Beach Patrol (2010)
- Breast Worship 3 (2010)
- Dangerous Curves (2010)
- Deep Anal Drilling 1 (2010)
- Deep Anal Drilling 2 (2010)
- Gape Lessons (2010)
- Invasian 4 (2010)
- Jules Jordan's Ass Stretchers POV 2 (2010)
- Lex The Impaler 5 (2010)
- Once You Go Black 5 (2010)
- Slut Puppies 4 (2010)
- Transsexual Activity 1 (2010)
- Anal Delights 1 (2011)
- Anal Delights 2 (2011)
- Ass Worship 12 (2011)
- Ass Worship 13 (2011)
- Beach Patrol 2 (2011)
- Deep Anal Drilling 3 (2011)
- Hot Anal Injection 1 (2011)
- Jules Jordan: The Lost Tapes 1 (2011)
- Lex The Impaler 6 (2011)
- Lex the Impaler 7 (2011)
- Mandingo Massacre 1 (2011)
- Mandingo Massacre 2 (2011)
- Mandingo: Hide Your Wives (2011)
- Once You Go Black 6 (2011)
- Slut Puppies 5 (2011)
- Trained Teens 4 (2011)
- Ultimate Fuck Toy: Amia Miley (2011)
- Alexis Ford Darkside (2012)
- Anal Boot Camp (2012)
- Asa Akira To the Limit (2012)
- Ass Factor 1 (2012)
- Ass Masters 10 (2012)
- Black Owned 4 (2012)
- Breast Worship 4 (2012)
- Deep Anal Drilling 4 (2012)
- Flesh Hunter 11 (2012)
- Hot Anal Injection 2 (2012)
- Insatiable Miss Saint (2012)
- Jules Jordan: The Lost Tapes 2: POV Edition (2012)
- Jules Jordan: The Lost Tapes 3 (2012)
- Mandingo Massacre 3 (2012)
- Mandingo Massacre 4 (2012)
- Mandingo Massacre 5 (2012)
- Mandingo Massacre 6 (2012)
- Pump My Ass Full Of Cum 3 (2012)
- Slut Puppies 6 (2012)
- Super Cougar Gina Lynn (2012)
- Ultimate Fuck Toy: Abella Anderson (2012)
- Ultimate Fuck Toy: Riley Reid (2012)
- Ass Worship 14 (2013)
- Babyfaced Nymphettes (2013)
- Feeding Frenzy 11 (2013)
- Insatiable Miss Alexis Texas (2013)
- Jules Jordan: The Lost Tapes 4 (2013)
- Mandingo Massacre 7 (2013)
- Mandingo Massacre 8 (2013)
- Mandingo Unchained (2013)
- Slut Puppies 7 (2013)
- Transsexual Activity 2 (2013)
- Ultimate Fuck Toy: Kennedy Leigh (2013)
- Weapons of Ass Destruction 7: Gangbanged (2013)